# 笠原多見子
笠原 多見子 （かさはら たみこ、1965年4月30日 - ）は、日本の政治家。元参議院議員・笠原潤一の次女。
衆議院議員（1期）、岐阜県議会議員（3期）を歴任した。

## 来歴
1965年、岐阜県岐阜市に生まれる。1989年、東京国際大学教養学部卒業。
1999年、自由民主党公認で岐阜県議会議員選挙に出馬し、初当選。以後3期連続当選。
2005年、第44回衆議院議員総選挙では岐阜県連が自民党の意向に反して野田聖子の支援に回る中、党公認候補の佐藤ゆかりを支援した。
2009年8月14日、第45回衆議院議員総選挙で民主党岐阜1区総支部代表の柴橋正直を支援するため、自民党に離党届を提出。8月17日、岐阜県議会議員を辞職。8月30日、民主党公認で比例単独34位で出馬し、初当選した。
2011年2月17日に民主党政権交代に責任を持つ会の幹事長に就任。
2011年6月2日の衆議院本会議で行われた菅内閣不信任決議案の採決では、党の反対方針に反して棄権した。民主党は6月13日の役員会で党員資格停止3カ月の処分とする方針を決定し、6月25日の常任幹事会で正式決定した。同年8月の民主党代表選挙には、党員資格停止中のため、投票できなかった。
2012年の消費増税をめぐる政局では、野田内閣による消費増税法案の閣議決定に抗議して政調会長補佐や党総務副委員長の辞表を提出し、4月23日の党役員会で受理された。6月26日の衆議院本会議で行われた消費増税法案の採決では、党の賛成方針に反して反対票を投じた。7月2日には山岡賢次らを介して離党届が提出された。民主党は7月3日の常任幹事会で離党届を受理せず除籍処分とする方針を決定し、7月9日の常任幹事会で正式決定した。
同年7月11日、国民の生活が第一の結党に参加した。同年12月、第46回衆議院議員総選挙に岐阜1区から日本未来の党公認で出馬するも落選、比例復活もならず議席を失った。
2015年4月、岐阜県議会議員選挙に無所属で出馬するも最下位落選。